# Vižina
Obec Vižina se nachází v okrese Beroun, kraj Středočeský, asi 14 km jižně od Berouna a 17 km východně od města Hořovice. Žije zde 277 obyvatel.

## Historie
První písemná zmínka o obci pochází z roku 1405.
12. května 2016 byl obci udělen znak.

### Územněsprávní začlenění
Dějiny územněsprávního začleňování zahrnují období od roku 1850 do současnosti. V chronologickém přehledu je uvedena územně administrativní příslušnost obce v roce, kdy ke změně došlo:
- 1850 země česká, kraj Praha, politický i soudní okres Hořovice[5]
- 1855 země česká, kraj Praha, soudní okres Hořovice
- 1868 země česká, politický i soudní okres Hořovice
- 1939 země česká, Oberlandrat Plzeň, politický i soudní okres Hořovice[6]
- 1942 země česká, Oberlandrat Praha, politický okres Beroun, soudní okres Hořovice[7]
- 1945 země česká, správní i soudní okres Hořovice[8]
- 1949 Pražský kraj, okres Hořovice[9]
- 1960 Středočeský kraj, okres Beroun
- 2003 Středočeský kraj, okres Beroun, obec s rozšířenou působností Hořovice

## Doprava
Dopravní síť
- Pozemní komunikace – Obcí prochází silnice II/115 Jince - Hostomice - Vižina - Řevnice - Dobřichovice.

- Železnice – Obec protíná železniční Trať 172 Zadní Třebaň - Lochovice. Je to jednokolejná regionální trať, doprava byla zahájena roku 1901. Na území obce leží železniční zastávka Vižina.

Veřejná doprava 2011
- Autobusová doprava – Z obce vedly autobusové linky např. do těchto cílů: Beroun, Dobříš, Hořovice, Hostomice, Praha, Příbram, Řevnice, Strašice, Zadní Třebaň, Žebrák (dopravce PROBO BUS, a. s.).

- Železniční doprava – Po trati 172 jezdilo v pracovních dnech 8 párů osobních vlaků, o víkendu 7 párů osobních vlaků.

## Galerie

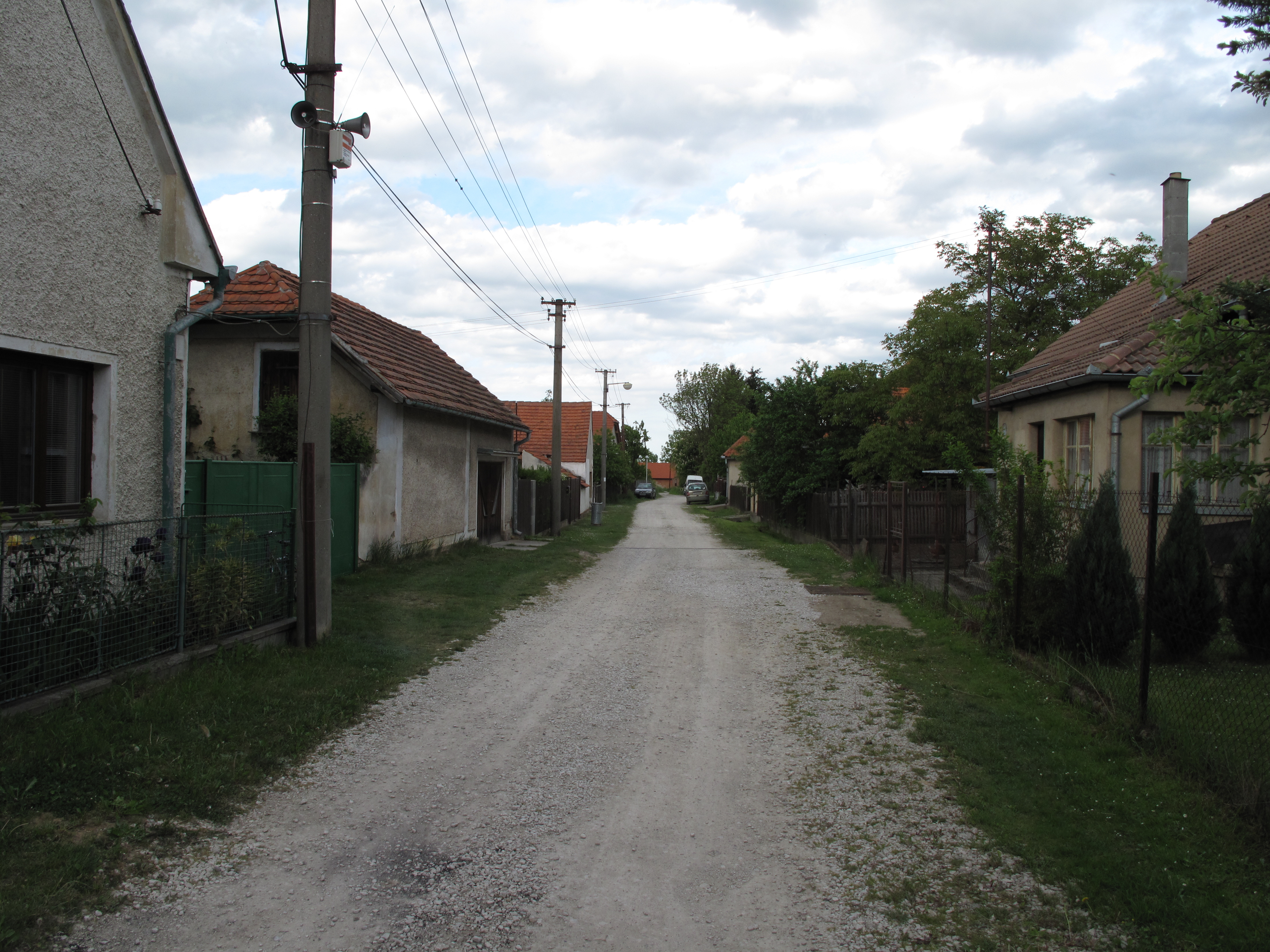
Ulice
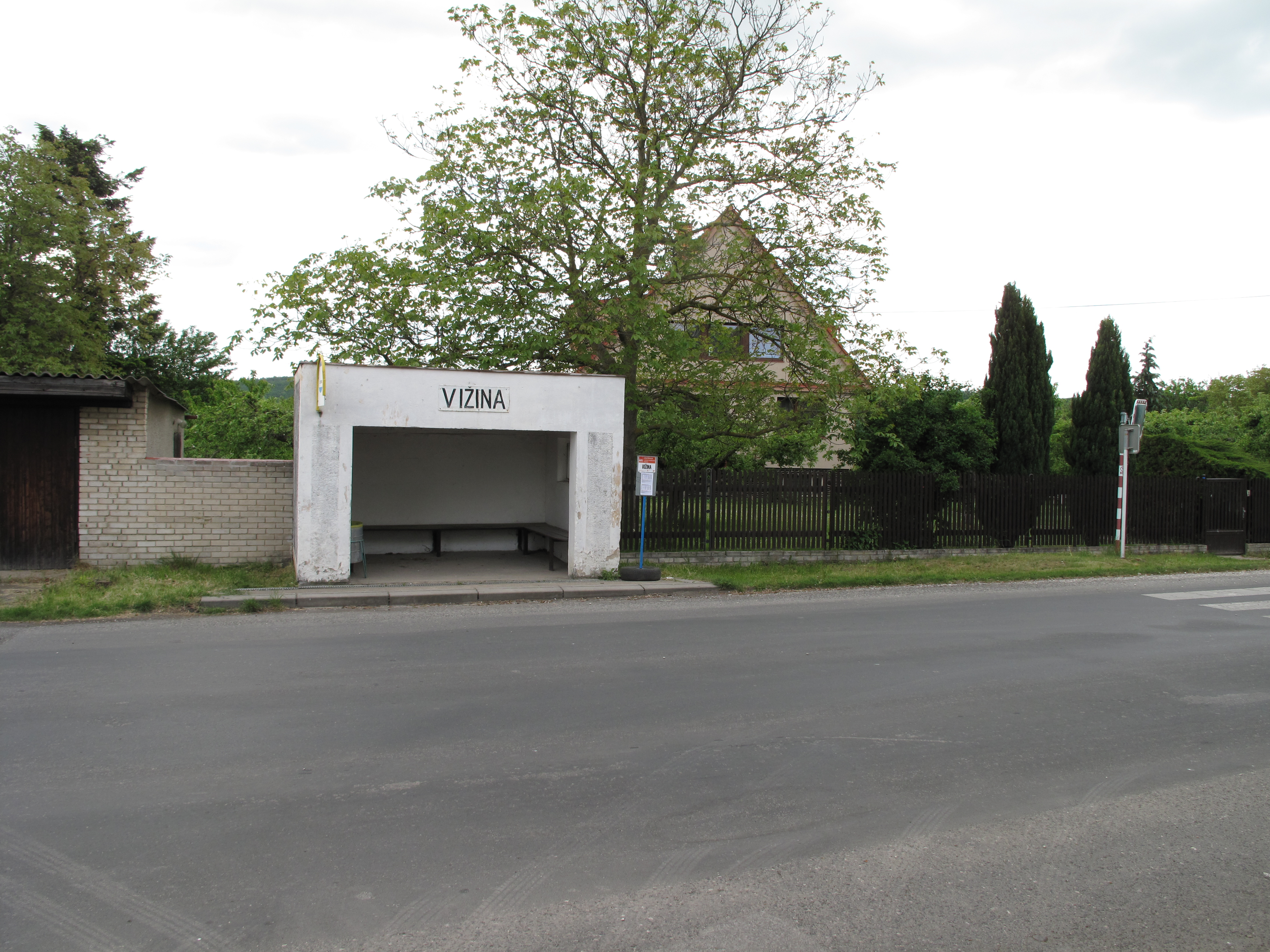
Autobusová zastávka
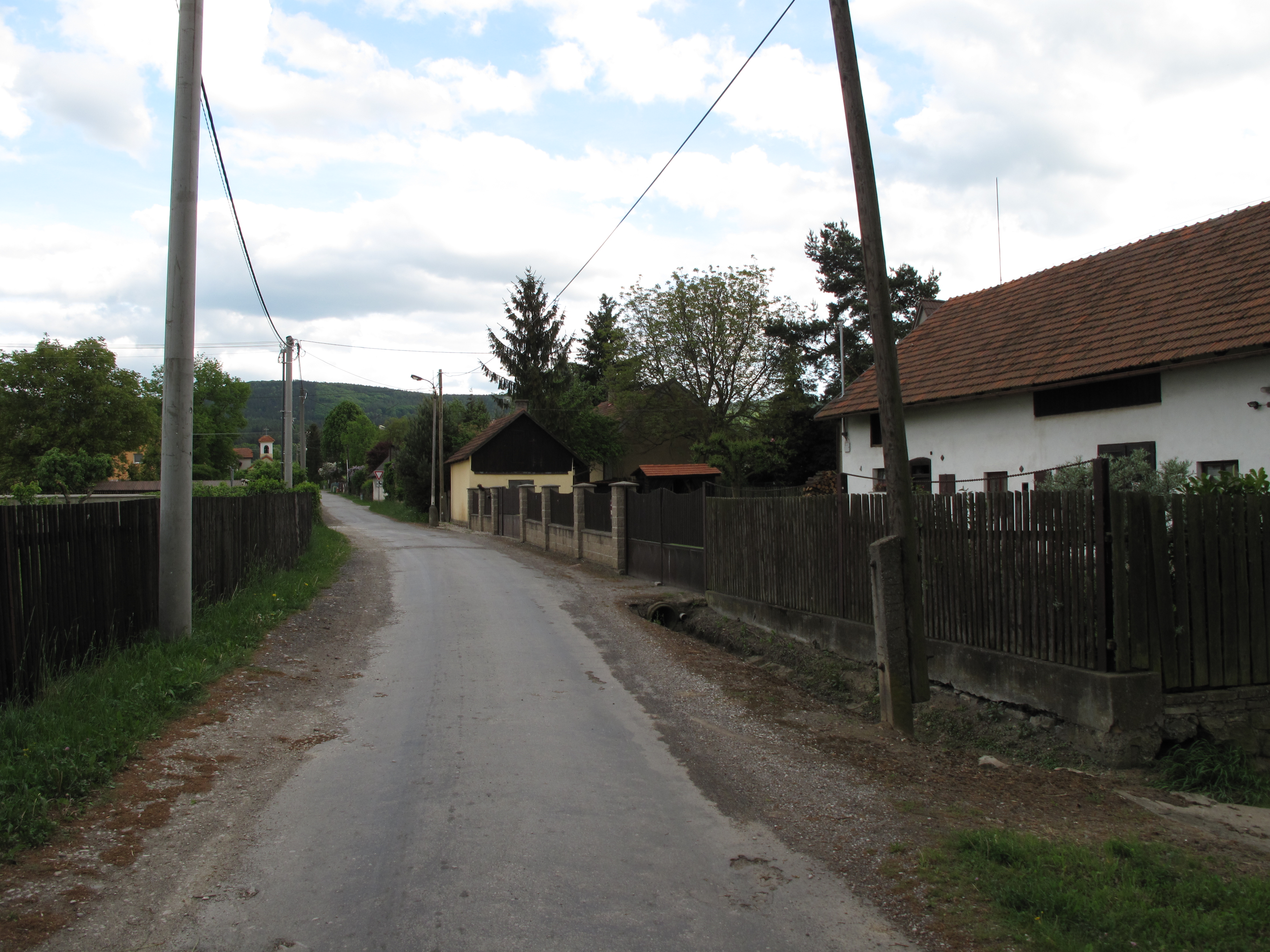
Ulice